# Handball américain
Pour les articles homonymes, voir handball (homonymie).
Ne doit pas être confondu avec handball, handball frison ou handball gaélique.
Le handball américain (en anglais américain American handball ou court handball, souvent simplement handball) est un sport où les joueurs frappent une balle de caoutchouc avec la main, contre un ou plusieurs murs. 

## Histoire
Beaucoup pensent que le handball américain a été apporté aux États-Unis par les immigrants irlandais dans les années 1880, le handball gaélique, dont il est proche, étant joué depuis le XVe siècle en Irlande et en Écosse. Mais la pelote basque, pratiquée dans le Pays basque, est un jeu aussi très similaire.

## Jeu

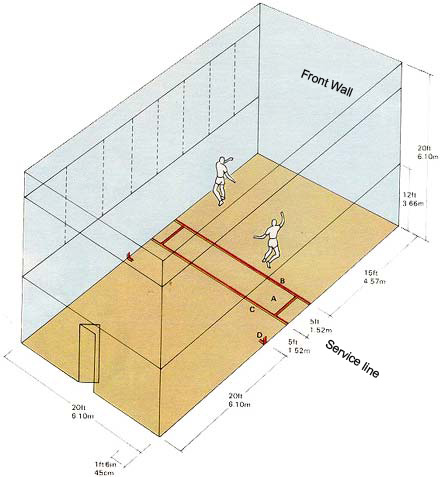